# 広島どら菜
広島どら菜（ひろしまどらな）は、どら焼きと広島菜を組み合わせたお菓子である。どら菜とも呼ばれる。

## 概要
平成16年、広島市立広島商業高等学校の課題研究グループ「マーケティングチームNews」が考案、開発した商品で、「新しい広島のお土産」をコンセプトに広島の特産品広島菜を使用している。
ボリュームがあるどら焼きで餡には粒あんが使われている。よく餡の中に広島菜が入っていると勘違いされがちだが、生地に練りこんである。

## 製造
広島にある「空口ママのみるく工房」で製造されている。主にミルクジャムを製造しており、広島どら菜にも使われている。

## 原材料
ミルクジャム、小豆あん、広島菜漬けの粉末、卵、砂糖、味醂、醤油、蜂蜜、水あめ、ショートニング